# Grammatostomias circularis
Grammatostomias circularis är en fiskart som beskrevs av Morrow, 1959. Grammatostomias circularis ingår i släktet Grammatostomias och familjen Stomiidae. Inga underarter finns listade i Catalogue of Life.